# Tỉnh của Bahrain
Bahrain được phân thành bốn tỉnh là Thủ đô, Bắc, Nam và Muharraq. Bahrain có 5 tỉnh cho đến tháng 9 năm 2014, khi tỉnh Trung tâm bị bãi bỏ.
Khu tự quản đầu tiên tại Bahrain là khu tự quản Manama với 8 thành viên, được thành lập vào tháng 7 năm 1919. Các thành viên của khu tự quản được bầu cử hàng năm; đây được cho là đô thị tự quản đầu tiên của thế giới Ả Rập. Khu tự quản chịu trách nhiệm dọn dẹp đường và cho thuê nhà để ở và làm cửa hàng. Đến năm 1929, nó đảm nhiệm việc mở rộng đường cũng như mở chợ và lò mổ. Năm 1958, khu tự quản bắt đầu các dự án lọc nước. Năm 1960, Bahrain gồm có bốn khu tự quản là Manama, Hidd, Al Muharraq và Riffa. Trong 30 năm sau đó, 4 khu tự quản này được chia thành 12 khu tự quản do các khu dân cư như Madinat Hamad và Madinat Isa phát triển. Các khu tự quản này được cai quản từ Manama dưới một hội đồng khu tự quản trung ương có thành viên do quốc vương bổ nhiệm.
Các cuộc bầu cử cấp khu tự quản đầu tiên được tổ chức tại Bahrain sau khi độc lập là vào năm 2002. Lần gần đây là năm 2014.
Một số khu phố lân cận được nhóm lại với nhau để tạo thành một khu vực, mỗi khu vực này là một khu vực bầu cử của quốc gia. Bốn năm một lần, các cuộc bầu cử được tổ chức trong các khu vực bầu cử này, mỗi khu vực bầu cử bầu ra nghị viên cho mình. Mỗi tỉnh cũng có một hội đồng đô thị từ các cuộc bầu cử riêng biệt.
Từ năm 2014, Bahrain có bốn tỉnh là:
| Bản đồ            | Tỉnh    | Dân số (2010) | Diện tích (km²) |
| ----------------- | ------- | ------------- | --------------- |
|                   |         |               |                 |
| Vàng tươi Thủ đô  | 329.510 | 68            |                 |
| Vàng kim Muharraq | 189.114 | 57            |                 |
| Xanh Tỉnh Bắc     | 276.949 | 175           |                 |
| Hồng Tỉnh Nam     | 101.456 | 480           |                 |